# Declan Mckenna
Declan Benedict Mckenna (rojen 24.decembra 1998) je angleški pevec, ki je najbolj znan po svojih pesmih, ki v večini opevajo tabu teme, kot so politika, droge in enakopravnost. Njegova glasba sodi v kategorijo indie rock/alternativni rock. Svojo prvo skladbo "Brazil" je izdal januarja 2016 in ima do danes (avgust, 2017) dva albuma: Liar (2016, maj) in What do you think about the car (julij, 2017).

## Življenje in kariera

### Odraščanje in izobrazba
Declan Benedict McKenna je bil rojen 24.decembra 1998 in je odraščal v Hertfordshire v Veliki Britaniji, skupaj s sestro Catriono McKenna. Declan je obiskoval St Mary's Church of England (srednja šola) v svojem rojstnem kraju. Maturo je opravljal poleti 2015 in začel s študijem angleške literature, psihologije in etike ter sociologije, vendar je študij po nekaj mesecih zaradi vzpona svoje pevske kariere opustil. 